# Enrico Falqui (Literaturkritiker)
Enrico Falqui (* 12. Oktober 1901 in Frattamaggiore; † 16. März 1974 in Rom) war ein italienischer Literaturkritiker, Romanist und Italianist.

## Leben und Werk
Falqui war von 1929 bis 1936 Chefredakteur der Zeitschrift L'Italia Letteraria. 1941 nahm er in Deutschland am nationalsozialistischen Weimarer Dichtertreffen teil. Seine Beiträge erschienen in zahlreichen Buchveröffentlichungen. Daneben entfaltete er eine weitgespannte Tätigkeit als Herausgeber und Bibliograf.

## Werke

### Autorschaft
- La palla al balzo, Lanciano 1932
- Rosso di sera, Rom 1935
- La casa in piazza, Rom 1936
- Sintassi, Milano 1936
- (mit Angelico Prati) Dizionario di marina medievale e moderna, Rom 1937
- Ricerche di stile, Florenz 1939
- Di noi contemporanei, Lanciano 1940
- Ragguaglio sulla prosa d'arte, Lanciano 1944
- La letteratura del Ventennio nero, Rom 1948
- D'Annunzio e noi, Padua 1949
- Magalottiana, Urbino 1949
- Pietà per i vivi, Catania 1950
- Prosatori e narratori del Novecento italiano, Turin 1950
- Tra racconti e romanzi del Novecento, Turin 1950
- Il Futurismo. Il Novecentismo, Turin 1953
- Poesia in cammino, Venezia 1960
- Per una cronistoria dei "Canti orfici", Florenz 1960
- Nostra "Terza pagina", Rom 1964
- La gran baraonda, Mailand 1967
- Giornalismo e letteratura, Mailand 1969
- Novecento letterario, 10 Bde., Florenz 1959–1969
- Novecento letterario italiano, 6 Bde., Florenz 1970–1979

### Bibliograf
- Bibliografia dannunziana, Rom 1939
- Pezze d'appoggio. Appunti sulla letteratura italiana contemporanea, Florenz 1938, 1940, 1942, 1951
- Bibliografia e iconografia del Futurismo, Florenz 1959, 1988
- Indice de "La Voce" e di "Lacerba", Florenz 1966

### Herausgeber (Auswahl)
- Antologia della prosa scientifica italiana del '600, Mailand 1930, Florenz 1943
- (mit Elio Vittorini) Scrittori nuovi. Antologia italiana contemporanea, Lanciano 1930, 2006
- (mit Aldo Capasso) Il fiore della lirica italiana dalle origini a oggi, Lanciano 1933
- Capitoli per una storia della nostra prosa d'arte del Novecento. Antologia, Mailand 1938, 1964
- In giro per le corti d'Europa. Antologia della prosa diplomatica del Seicento italiano, Rom 1949
- La giovane poesia. Repertorio e saggio, Rom 1956
- Antologia della rivista "900", Lucugnano (Lecce) 1958
- I caffè letterari, Rom 1962
- Tutte le poesie della "Voce", Florenz 1966